# SAR-Klasse 26

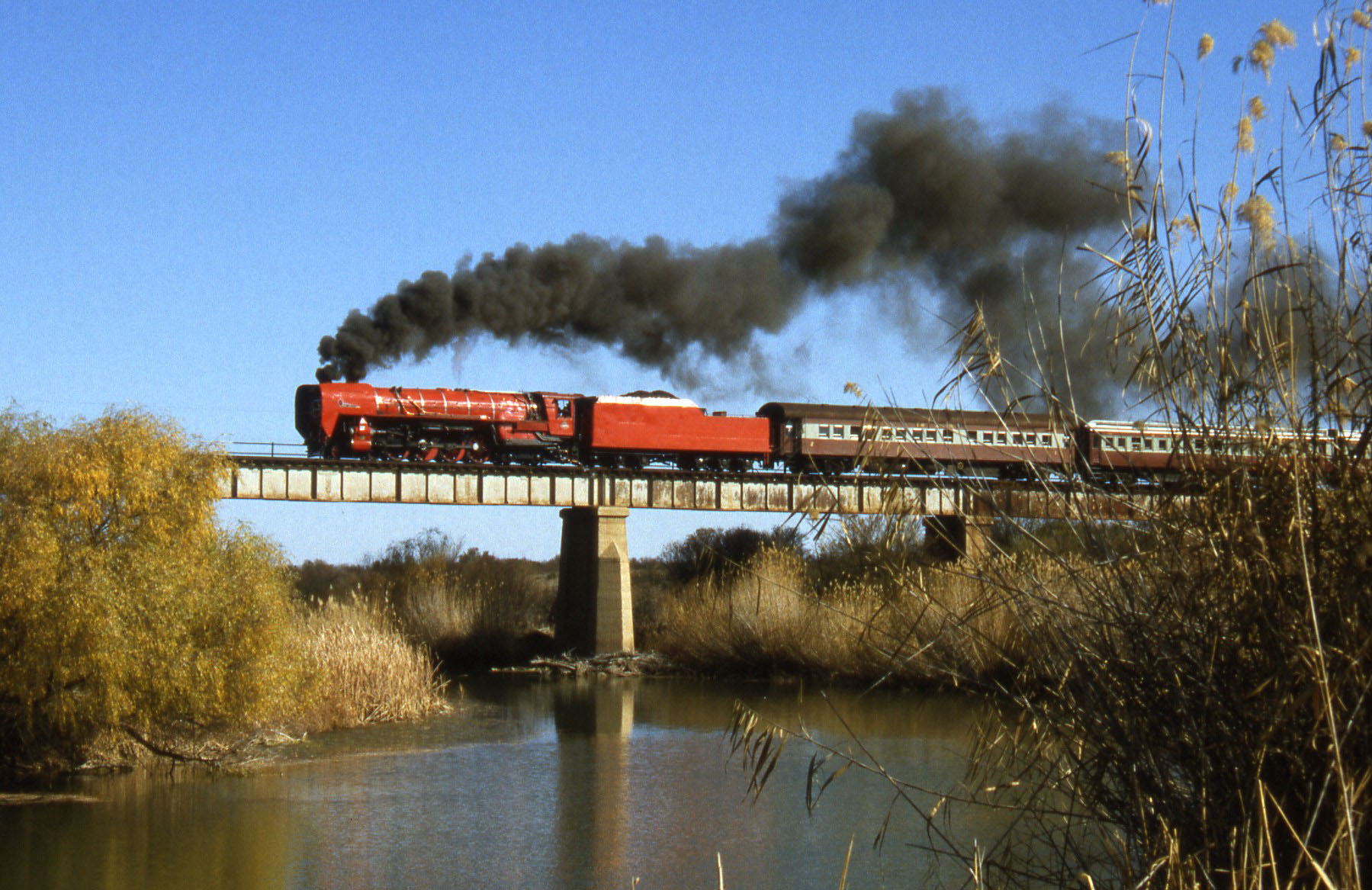
26 3450 bei Perdeberg, 1999

Die SAR-Klasse 26 „Red Devil“ (englisch für „Roter Teufel“) ist eine südafrikanische Dampflokomotive mit der Achsfolge 2'D'2 (Northern). Sie ist die leistungsstärkste Schmalspur-Dampflokomotive der Welt. Die aufgrund ihrer roten Farbgebung „Red Devil“ genannte Lokomotive trägt die Nummer 3450. Eigentümer ist das staatliche Verkehrsunternehmen Transnet, das die Lokomotive 2018 für 20 Jahre an die Ceres Railway Company vermietet hat.

## Geschichte
Der englische Ingenieur David Wardale arbeitete seit 1974 für die SAR. Angesichts der Ölkrise und der einsetzenden Verschrottung der südafrikanischen Dampflokomotiven machte er Vorschläge zu deren  Verbesserung. Zunächst erhielt er die Erlaubnis, die Klasse-19D-Lokomotive Nr. 2644 mit geringem Budget zu modifizieren, dies führte bereits zu signifikant geringerem Treibstoffverbrauch.
1979 erhielt er dann die Genehmigung, eine 2'D2'-Dampflokomotive der Klasse 25 NC, der modernsten Dampflok-Baureihe der SAR, umzubauen. Die Maschine wurde u. a. mit einem gaserzeugenden Verbrennungssystem (GPCS), verbesserten Ventilen, einer doppelten Lempor-Saugzug-Anlage und einem vergrößerten Überhitzer ausgerüstet. Die Verbesserungen basierten auf Ideen des argentinischen Ingenieurs Livio Dante Porta.
Die doppelte Saugzuganlage mit ihrem zweiten Schornstein bedingte eine Verlängerung der Rauchkammer nach vorne, außer der Farbe der auffälligste Unterschied der Lokomotive zur Klasse 25 NC. Außerdem wurde der Umlauf etwas höher gelegt, was die Lokomotive „hochbeiniger“ wirken lässt. Ein weiterer optischer Unterschied sind die vergrößerten Windleitbleche. Die Maschine bekam einen rostroten Anstrich, der im Zuge der Generalüberholung 2018 einem anderen Rotton wich.

## Test- und Betriebsergebnisse
Die Maßnahmen zeigten erhebliche Verbesserungen im Wirkungsgrad gegenüber den unveränderten 25NC-Maschinen:
- Der spezifische Kohle-Verbrauch war um 30 % bei niedrigen Geschwindigkeiten und 60 % bei hohen Geschwindigkeiten reduziert.
- Der spezifische Wasserverbrauch war um 20 % bis 40 % reduziert.
- Die indizierte Leistung stieg von 2.200 kW auf 3.670 kW an.

Die Leistung bei hohen Geschwindigkeiten ließ erwarten, dass die Lokomotive über 160 km/h (100 mph) hätte fahren können, entsprechende Testfahrten wurden jedoch nicht genehmigt. Das Timken-Leichtbautriebwerk war auf "diameter-speed" ausgelegt, hier entsprechend über 150 km/h. Ebenso erreichte eine N&W der J-class mit Timken-Leichtbautriebwerk und 1.740 mm Treibraddurchmesser bei einer Versuchsfahrt 178 km/h.
Im Regelbetrieb zeigte die Red Devil Kohle-Einsparungen von durchschnittlich 15 % (Maximum 24 %), Wasser-Einsparungen von durchschnittlich 21,5 % (Maximum 25 %) und einen um 26 % geringeren Schmieröl-Verbrauch.
Trotz der beachtlichen Einsparungen wurde seitens der SAR die Ausmusterung der Dampflokomotiven weiter betrieben, so dass es nicht zum Einsatz weiterer neuer Dampflokomotiven kam. Wardale verließ Südafrika und verfolgte weitere Dampflok-Projekte in China und den USA.

## Verbleib
Die Red Devil ist erhalten geblieben und war bis 2003 auf Sonderfahrten im Einsatz. Nachdem die Lokomotive aus finanziellen Gründen für 15 Jahre abgestellt war, erfolgte 2018 eine Generalüberholung für die Ceres Railway Company, die mit der Lokomotive mehrtägige Dampffahrten anbietet. Die erste Fahrt unter eigenem Dampf war die Überführungsfahrt von den Bahnwerkstätten in Worcester nach Kapstadt am 3. Juli 2018.